# Louise Ebert
Louise Ebert (nascida "Rump") (Weyhe, 23 de dezembro de 1873 - Heidelberg, 18 de janeiro de 1955), foi a esposa de Friedrich Ebert, o primeiro presidente da República de Weimar, sendo, portanto, a 1ª primeira-dama da Alemanha.
Ela se casou com o político Friedrich Ebert em 9 de maio de 1894 em Bremen. Os filhos e filha do casal foram os seguintes:
- Friedrich Ebert Jr. (1894-1979), que mais tarde se tornou prefeito de Berlim Oriental;
- George Ebert (1896-1917), morto na Primeira Guerra Mundial;
- Henry Ebert (1897-1917), morto na Primeira Guerra Mundial;
- Karl Ebert (1899-1975), após a Segunda Guerra Mundial, Membro do Parlamento de Baden-Württemberg;

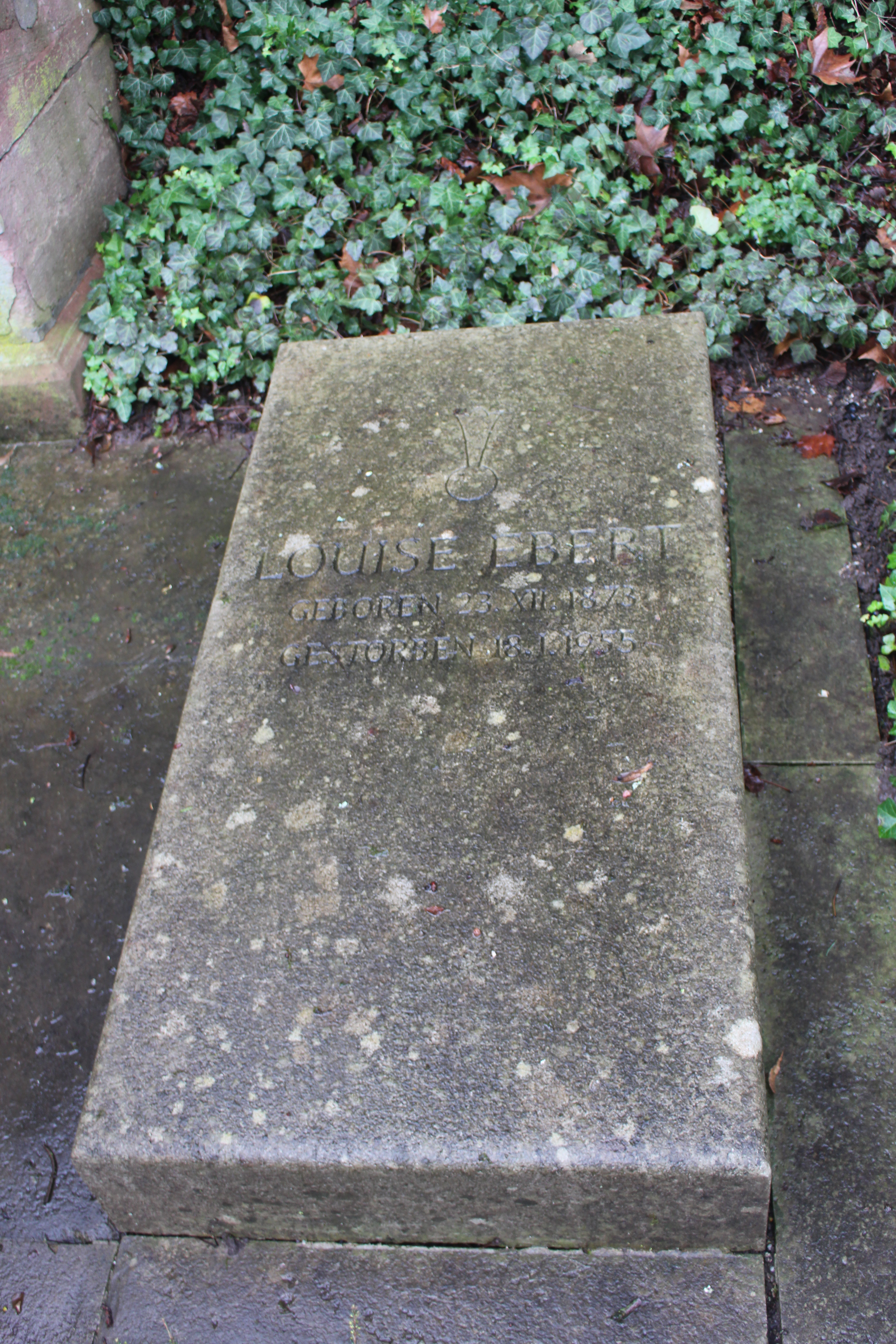
Túmulo de Louise Ebert no Bergfriedhof

- Amália Ebert (1900-1931).